# Godofredo de Estrasburgo
Godofredo de Estrasburgo (em alemão: Gottfried von Strassburg; m. c. 1215) foi um dos mais importantes poetas medievais alemães. Foi contemporâneo de grandes figuras como Hartmann von Aue, Wolfram von Eschenbach e Walther von der Vogelweide. Sua obra Tristão foi muito admirada na Idade Média e serviu de inspiração para artistas modernos como Richard Wagner.

## Vida
Pouco se sabe sobre sua vida com exatidão. Godofredo nasceu provavelmente em ou nas cercanias de Estrasburgo, na Alsácia, como indica seu nome. Em documentos aparece como Meister (mestre), nunca como Herr (senhor), o que indica que não era um cavaleiro. Sua obra evidencia conhecimentos profundos de latim e retórica, o que sugere uma educação monacal e conhecimento do Trivium. Também revela muito conhecimento sobre caça e música, raro em escritores da época.
Os escritores que deram continuidade ao seu Tristão afirmam que a obra permaneceu incompleta devido a sua morte, que teria ocorrido entre 1210 e 1220.

## Obra

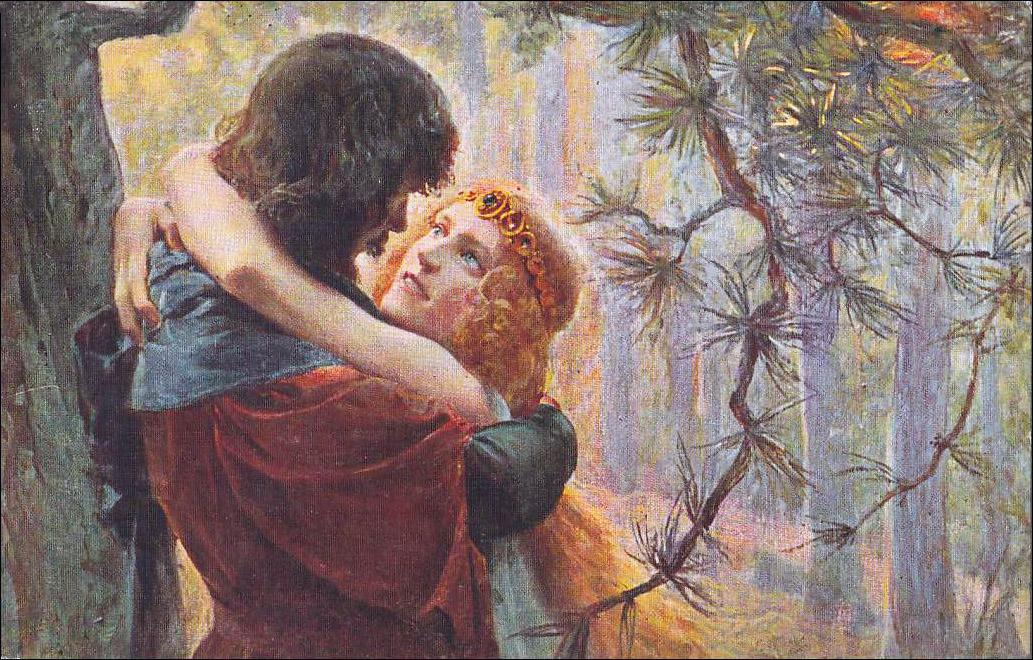
1911 em arte, Gaston Bussière, Pinturas mitológicas no Musée des Ursulines de Mâcon, Tristão e Isolda

É o autor de um longo romance em verso, Tristão (c.1210), com 19.548 versos, baseado na lenda de Tristão e Isolda e escrito em alto alemão médio. O próprio Godofredo afirma que utilizou o poema em francês antigo de Tomás da Inglaterra sobre o mesmo tema (c. 1160) como fonte de inspiração para seu trabalho. A obra não chegou a ser concluída, provavelmente devido a sua morte, faltando entre um quinto e um sexto para o final. As partes faltantes foram completadas duas vezes por dois outros poetas, Ulrico de Türheim (cerca de 1235) e Henrique de Freiberga (cerca de 1290).
O Tristão de Godofredo é frequentemente comparado ao Tristant de Eilhart von Oberg, que por volta de 1185 escreveu o primeiro romance em verso sobre a estória de Tristão e Isolda em língua alemã. O estilo de Godofredo, porém, é geralmente considerado pelos críticos como muito mais refinado que o de Oberg, tanto na linguagem como na descrição psicológica dos personagens e no encadeamento da ação.
Além do Tristão, as únicas outras obras conhecidas de Godofredo são alguns poemas recolhidos no Codex Manesse (século XIV)

## Influência
A popularidade do poema de Godofredo na Idade Média pode ser medida pelos 29 manuscritos que sobreviveram até os dias de hoje, 11 dos quais completos, datando dos séculos XIII ao XV. Depois de um período de esquecimento, o Tritão foi redescoberto na era moderna e reconhecido como uma grande obra literária. Foi a fonte de inspiração da ópera de Wagner Tristão e Isolda, de 1865.